# Rhinoplasty
Rhinoplasty – ósmy album muzyczny w dyskografii zespołu Primus. Wydawnictwo ukazało się w roku 1998. Wszystkie (oprócz trzech) piosenki są coverami. 

## Lista utworów
| 1.  | „Scissor Man” (XTC)                                                       |  |
|     |                                                                           |  |
| 2.  | „The Family and the Fishing Net” (Peter Gabriel)                          |  |
|     |                                                                           |  |
| 3.  | „Silly Putty” (Stanley Clarke)                                            |  |
|     |                                                                           |  |
| 4.  | „Amos Moses” (Jerry Reed)                                                 |  |
|     |                                                                           |  |
| 5.  | „Behind My Camel” (The Police)                                            |  |
|     |                                                                           |  |
| 6.  | „Too Many Puppies” – (Remix)                                              |  |
|     |                                                                           |  |
| 7.  | „The Thing That Should Not Be” (Metallica)                                |  |
|     |                                                                           |  |
| 8.  | „Tommy the Cat” (Live - Henry J. Kaiser Arena, 31 grudnia 1997)           |  |
|     |                                                                           |  |
| 9.  | „Bob’s Party Time Lounge” (Live - Henry J. Kaiser Arena, 31 grudnia 1997) |  |
|     |                                                                           |  |
| 10. | „The Devil Went Down to Georgia” (Charlie Daniels)                        |  |
|     |                                                                           |  |